# The Manhattan Transfer
The Manhattan Transfer är en amerikansk vokalmusikgrupp. Deras musik varierar från jazz till pop och R&B.

## Biografi

### Bildande, debutalbum, och splittring
Gruppen bildades ursprungligen 1969 i New York och bestod då av Gene Pistilli, Tim Hauser, Erin Dickins, Marty Nelson och Pat Rosalia. Gruppen gav ut ett album, Jukin', innan den splittrades 1971.

### Nystart och fortsatt karriär
Redan 1972 återbildades dock gruppen av Hauser med i övrigt nya medlemmar, Alan Paul, Janis Siegel och Laurel Massé, och har fortsatt sedan dess. Massé lämnade dock gruppen 1979 och ersattes av Cheryl Bentyne. Hauser (född 1941 i Troy, New York) avled i oktober 2014.

## Diskografi
Studioalbum
- 1971 – Jukin'
- 1975 – The Manhattan Transfer
- 1976 – Pastiche
- 1976 – Coming Out
- 1979 – Extensions
- 1981 – Mecca for Moderns
- 1983 – Bop Doo-Wopp
- 1983 – Bodies and Souls
- 1985 – Vocalese
- 1987 – Brasil
- 1991 – The Offbeat of Avenues
- 1992 – The Christmas Album
- 1994 – The Manhattan Transfer Meets Tubby the Tuba
- 1995 – Tonin'
- 1997 – Swing
- 2000 – Spirit of St. Louis
- 2004 – Vibrate
- 2005 – An Acapella Christmas
- 2006 – The Symphony Sessions
- 2009 – The Chick Corea Songbook

Livealbum
- 1978 – Manhattan Transfer Live
- 1983 – Man-Tora!: Live in Tokyo
- 1987 – Live
- 2003 – Couldn't Be Hotter

## Bandmedlemmar
Nuvarande medlemmar
- Alan Paul (född 23 november 1949 i Newark, New Jersey, USA)
- Janis Siegel (född 23 juli 1952)
- Cheryl Bentyne (född 17 januari, 1954)
- Trist Curless

Tidigare medlemmar
- Erin Dickins
- Marty Nelson
- Gene Pistilli
- Pat Rosalia (avliden 19 juli 2011, 67 år gammal)
- Laurel Massé
- Larry Heard
- Tim Hauser (född 12 december 1941 i Troy, New York – avliden 16 oktober 2014 i Sayre, Pennsylvania)